# General Dynamics Ajax
Der Ajax (ursprüngliche Bezeichnung: Scout Specialist Vehicle (SV)) ist ein Schützenpanzer, der von dem britischen Rüstungsunternehmen General Dynamics UK entwickelt und produziert wird. Er ist der Oberbegriff für eine Fahrzeugfamilie, die in verschiedenen Größen und Ausführungen gebaut werden soll. Die Einführung in die britische Armee gestaltete sich bislang als sehr problematisch.

## Entwicklungsgeschichte
Der Ajax ist eine Weiterentwicklung der gepanzerten Kampffahrzeuge Infanterie-Panzerfahrzeugs ASCOD, die von den Spanischen Streitkräften und dem österreichischen Bundesheer eingesetzt werden. Der Panzer wurde in den frühen 1990er-Jahren von Steyr Daimler Puch und Santa Bárbara Sistemas entwickelt. Beide Unternehmen wurden in den frühen 2000er-Jahren von General Dynamics aufgekauft.
Im Jahr 2010 wurde General Dynamics UK mit der ASCOD Common Base Platform als Gewinner des Future-Rapid-Effect-System-Programms ausgewählt und setzte sich damit gegen das Combat Vehicle 90 von BAE Systems durch. Der Ajax soll in unterschiedlichen Varianten für die britischen Streitkräften beschafft werden. Verzögerungen aus unterschiedlichen Gründen führten dazu, dass der Schützenpanzer noch nicht in größeren Stückzahlen eingeführt werden konnte. Bis September 2021 konnten nur 20 Prozent der bestellten Fahrzeuge an die britische Armee ausgeliefert werden, einige der übergebenen Ajax konnten zudem aufgrund einer Reihe von Problemen im Zusammenhang mit Geräuschentwicklung und Vibrationen noch nicht in den regulären Truppendienst gestellt werden.
Im September 2021 erklärte Jeremy Quin, Minister für das Beschaffungswesen im Verteidigungsressort, in einer schriftlichen Antwort, dass die Evaluierung und die Ausbildung mit Ajax ausgesetzt sind und dass es nicht möglich sei, einen realistischen Zeitplan für die Einführung des Panzers zu nennen.
Bis Dezember 2021 gab das britische Verteidigungsministerium für das Ajax-Projekt 3,2 Milliarden Pfund aus. Zu diesem Zeitpunkt waren insgesamt 324 Rümpfe gebaut und 143 Fahrzeuge montiert und getestet. Im Juni 2022 wurde jedoch bekannt gegeben, dass lediglich 26 Fahrzeuge ausgeliefert wurden, die allesamt technische Probleme aufwiesen und nicht den Anforderungen entsprachen.
Das Public Accounts Committee (PAC), ein parteiübergreifender Ausschuss des Parlaments, forderte das Verteidigungsministerium auf, entweder eine zeitnahe Lösung der technischen Probleme zu finden oder das Programm abzubrechen.
Neben der Schützenpanzerversion Ajax wird es eine Aufklärungsversion namens Ares, eine Berge- und Reparaturversion Apollo bzw. Atlas und die Varianten Argus und Athena geben.
Bis Januar 2024 stieg die Zahl auf 44 ausgelieferte Fahrzeuge der Ajax-Familie, wobei sich die Varianten wie folgt verteilten: 17 Ajax, 14 Ares, 5 Athena, 2 Atlas, 4 Apollo und 2 Argus. Im Jahr 2024 hat die Aufklärungsvariante Ajax bisher unter anderem Kaltwettertests in Schweden und eine Schießübung im Vereinigten Königreich absolviert und die Aussichten für einen Erfolg des Projektes waren deutlich gestiegen. Auf eine Frage des Labour-Abgeordneten Luke Akehurst an Maria Eagle, die neue Ministerin für das Beschaffungswesen im Verteidigungsbereich, zu den Fortschritten bei der Indienststellung von Ajax antwortete Eagle: „Das Programm für gepanzerte Kavallerie (Ajax) soll wie geplant bis Dezember 2025 die erste Einsatzfähigkeit erreichen.“ Der Beschaffungsbericht des Verteidigungsausschusses stellte Folgendes fest: „Im März 2023 kündigte die Regierung ein neues IOC-Datum für Ajax an, das zwischen Juli und Dezember 2025 liegen soll, wobei das FOC (Full Operating Capability) zwischen Oktober 2028 und September 2029 erreicht werden soll, beides Jahre später als ursprünglich vorgesehen.“

## Technik und Bewaffnung
Der Schützenpanzer besitzt ein drehstabgefedertes Stützrollenlaufwerk mit hydraulischen Stoßdämpfern mit insgesamt sieben Laufrollen.
Mit dem 8-Zylinder-Kompakttriebwerk MTU 8V199 TE21 von MTU Friedrichshafen mit 600 kW (816 PS) Leistung und mit dem Sechsgang-Getriebe 256B von Renk soll eine mit modernen Kampfpanzern vergleichbare Mobilität erreicht werden. Der Motor ist in der Front montiert und hat einen Hubraum von 15,9 Liter. Die Motorisierung des knapp 40 Tonnen schweren Ajax ist damit deutlich geringer als beim vergleichbaren Schützenpanzer Puma (800 kW), womit das Ausbaupotenzial für die kommenden Jahrzehnte fraglich ist. Demzufolge können verschiedene Arten von Zusatzpanzerung oder unterschiedliche Geschütztürme verbaut werden, ohne dass der Ajax signifikant an Mobilität verlieren würde.
Als Hauptbewaffnung ist das 40 mm Cased Telescoped Weapon System vorgesehen, das in einem eigens dafür gestalteten Turm untergebracht ist. Zusätzlich steht ein koaxiales 7,62-mm-Maschinengewehr zur Verfügung, dessen digitale Feuerleitanlage zielgenaues Schießen während der Fahrt ermöglicht.
Die verbaute stabilisierte 40-mm-Maschinenkanone CT40 kann verschiedene Munitionsarten nach STANAG 4439 verschießen.